# Valmar
En el universo imaginario de J. R. R. Tolkien y en la novela El Silmarillion, Valmar o Valimar es la ciudad capital y hogar de los Valar. Ubicada en Valinor, en las amplias llanuras que se extendían a los pies del Taniquetil. Construida tras la Primavera de Arda, cuando los Valar se trasladaron a vivir a Aman.
Se trataba de una ciudad de altos muros construidos con una dura piedra blanca y en su interior existían innumerables mansiones con hermosas cúpulas de plata y con torres de oro, en las que vivían la mayoría de los Valar y Maiar. La ciudad era famosa por la música que producían sus muchas campanas de plata y oro. Una Gran Puerta Dorada se abría al Occidente.

## Algunos lugares de Valimar

### Ezellohar
Ezellohar es una hermosa colina verde ubicada a la izquierda de la Puerta Dorada, fuera de los Muros de Valimar en donde Yavanna sembró los Dos Árboles de Valinor, que allí crecieron y florecieron. Nienna "la Plañidera" los regó con sus lágrimas

### Máhanaxar
Frente a la Puerta Dorada se encontraba el Máhanaxar o "El Anillo del Juicio". Se trataba de un amplio círculo de tronos blancos en donde los Valar se reunían en Concejo o para celebrar un Juicio; presidido por Manwë y Varda que se instalaban en los Tronos más altos.
En el Máhanaxar se reunió el Concejo que decidió atrapar a Morgoth, en los que se llamó la Guerra de los Poderes, para permitir que los Primeros Nacidos pudieran trasladarse a Valinor. Previamante, y para preparar el nacimiento y la llegada de Estos, se decidió que Varda creara las Estrellas.
Melkor compareció dos veces ante el Concejo de los Valar. Atado con Angainor, boca abajo y con los ojos vendados, escuchó la sentencia que lo confinaba a las Estancias de Mandos. Tres Edades después, volvió a comparecer, mostrando un falso arrepentimiento, y fue liberado y se le permitió andar libre por aman,en contra del deseo de Tulkas.
Fëanor también compareció en el Anillo del Juicio, cuando se negó a entregar los Silmarils para que estos reemplazaran la Luz de los Dos Árboles. En esa ocasión fue confinado a Formenos.
Otro de los Personajes que estuvo en el Máhanaxar, fue Eärendil, quien solicitó la ayuda de los Valar para terminar con el Poder de Morgoth en la Tierra Media. No sólo le fue concedido el pedido sino que se le dio a elegir, a él y a sus hijos, si quería pertenecer a la Raza de los Elfos o a la de los Hombres.